# Alchemilla philonotis
Alchemilla philonotis är en rosväxtart som beskrevs av S. Fröhner. Alchemilla philonotis ingår i släktet daggkåpor, och familjen rosväxter. Inga underarter finns listade i Catalogue of Life.